# Pleasure Spa
Pour plus de détails, voir Fiche technique et Distribution.
Pleasure Spa est un téléfilm américain réalisé par Jim Wynorski et sorti en 2013. Il s'agit d'une comédie dramatique érotique.

## Synopsis
Un policier infiltre un centre d'hydrothérapie qui s'adonne aux désirs érotiques de ses clients.

## Fiche technique
- Titre : Pleasure Spa
- Réalisateur : Jim Wynorski
- Scénario : Timothy E. Sabo
- Producteur :
- Société de production :
- Société de distribution :
- Musique : Roobie Breastnut
- Pays d'origine :  États-Unis
- Langue d'origine : Anglais
- Lieu de tournage :
- Genre : Comédie dramatique érotique
- Format : Couleurs
- Durée : 1h 15 minutes
- Dates de sortie :
  -  États-Unis 1er février 2013

## Distribution
- Cindy Lucas : Dusty
- Brandin Rackley : Shelly
- Heather Vandeven : Candy Conners
- Frankie Cullen : Mike Mathis
- Billy Chappell : Tommy Hall
- Melessia Hayden : Lucky
- Raven Alexis : Kami
- Reena Sky : Anita
- Kayla Paige
- T.L. Lankford : Mayor Carl Slone (crédité comme Roger Wade)
- Michael Swan : Captain Crane